# 热拉尔·斯图拉
热拉尔·斯图拉（法語：Gérard Sturla，1930年—2006年4月24日），法国篮球运动员。他曾代表法国参加1956年夏季奥运会男子篮球比赛，最终获得第四名。他也参加了1957年欧洲篮球锦标赛。